# Atletica leggera ai Giochi della XXII Olimpiade - 1500 metri piani femminili

Video della Finale

I 1500 metri piani hanno fatto parte del programma femminile di atletica leggera ai Giochi della XXII Olimpiade. La competizione si è svolta nei giorni 30 luglio-1º agosto 1980 allo Stadio Lenin di Mosca.

## Presenze ed assenze delle campionesse in carica
| Competizione         | Atleta                | Prestazione | Mosca 1980  |
| -------------------- | --------------------- | ----------- | ----------- |
| Olimpiadi 1976       | Tat'jana Kazankina    | 4'05”48     | Presente    |
| Commonwealth 1978    | Mary Stewar           | 4'06”34     | Assente     |
| Europei 1978         | Giana Romanova        | 3'59”0      | Non selez.  |
| Asiatici 1978        | Kim Ok-sun            | 4'18”9      | Assente     |
| Africani 1978        | Sakina Boutamine      | 4'16”43     | Assente     |
| Panamericani 1979    | Mary Decker           | 4'05”70     | USA assenti |
| Coppa del mondo 1979 | Christiane Wartenberg | 4'06”86     | Presente    |

1. ↑  L'atleta sovietica è anche primatista mondiale con 3'55”0, stabilito nell'anno olimpico.
2. ↑  La Corea del Nord portò ai Giochi solo tre maratoneti.
3. ↑  L'Algeria portò ai Giochi solo la squadra maschile.
4. ↑  Per il boicottaggio.

## La gara
Si mettono subito davanti le sovietiche Kazankina e Smolka e fanno gara tattica. 
A 600 metri dalla fine la Kazankina dà uno scossone al gruppo, che si fraziona: poche riescono a tenere il suo ritmo.
Alla campanella le due sovietiche sono ancora in testa. La Kazankina aumenta ulteriormente il ritmo staccando anche la connazionale. La tedesca dell'est Wartenberg supera la Smolka e si lancia all'inseguimento della testa della corsa. Dalle retrovie rinviene prepotentemente Nadezda Olizarenko che, ad una ad una, supera le avversarie ponendosi in terza posizione.
La Kazanzina entra nel rettilineo finale con 10 metri di vantaggio sulla Wartenberg: mantiene il distacco e va a vincere con il nuovo record olimpico.

Gabriella Dorio giunge quarta con 4'00"30, nuovo record italiano. Ci riproverà quattro anni dopo a Los Angeles, dove avrà più fortuna.

## Risultati

### Turni eliminatori
| 2 Batterie | 30 luglio | 26 partenti   | Si qualificano le prime 3 + i 3 migliori tempi. |
| Finale     | 1º agosto | 9 concorrenti |                                                 |

### Finale
| Pos | Paese            | Atleta                | Tempo   |
| --- | ---------------- | --------------------- | ------- |
|     | Unione Sovietica | Tat'jana Kazankina    | 3'56”56 |
|     | Germania Est     | Christiane Wartenberg | 3'57”71 |
|     | Unione Sovietica | Nadežda Olizarenko    | 3'59”52 |